# Akka (Mythologie)
Akka (estnisch Maaema, norwegisch Máttaráhkká) ist die Muttergottheit der samischen und finnischen Mythologie. Ihr Name hat die Bedeutung „alte Frau“ oder „altes Weib“.

## Zuständigkeit
Akka ist in der Mythologie die Göttin der Erde und der Fruchtbarkeit. Ihr Mann ist Ukko („alter Mann“) der Gott des Himmels, des Wetters und des Gewitters.

## Überlieferung
Neben mündlicher Überlieferung gibt es einige Runensteine, die Akka als Göttin nennen. Mikael Agricola (~1509–1557), Reformator von Finnland und Bischof von Reval schrieb als einer der ersten eine Liste heidnischer Gottheiten des Nordens auf. Der Volkskundler Christfried Ganander (1741–1790) veröffentlichte 1789 die Mythologia Fennica, als erste systematisch Darstellung der finnischen Mythologie.

## Rezeption
Akka ist ein Bergmassiv der Skanden im schwedischen Lappland, das auch als „Lapplands Königin“ bezeichnet wird. Von Akka wird auch eine Vielzahl anderer geographischer Namen hergeleitet.
Selma Lagerlöfs gab in ihrer für Schulkinder geschriebenen Erzählung „Die wunderbare Reise des kleinen Nils Holgersson mit den Wildgänsen“ der Leitgans den Namen Akka von Kebnekaise.
Als Vertreterin der Göttinnen widmete Judy Chicago ihr eine Inschrift auf den dreieckigen Bodenfliesen des Heritage Floor der 1974 bis 1979 entstandenen Installation The Dinner Party. Die mit dem Namen Madderakka beschrifteten Porzellanfliesen sind dem Platz mit dem Gedeck für die Fruchtbarkeitsgöttin zugeordnet.
Mit (8034) Akka wurde ein erdnaher Asteroid benannt, der 1992 entdeckt wurde.